# Dovers vita klippor (film)
Dovers vita klippor är en amerikansk film från 1944 i regi av Clarence Brown. Filmen bygger på Alice Duer Millers dikt The White Cliffs.

## Rollista
- Irene Dunne - Susan Ashwood
- Alan Marshal - Sir John Ashwood
- Roddy McDowall - John Ashwood II, som barn
- Frank Morgan - Hiram Porter Dunn
- Van Johnson - Sam Bennett
- C. Aubrey Smith - överste Walter Forsythe
- Dame May Whitty - Nanny
- Gladys Cooper - Lady Jean Ashwood
- Peter Lawford - John Ashwood II, som ung man
- John Warburton - Reggie Ashwood
- Jill Esmond - Rosamund
- Brenda Forbes - Gwennie
- Norma Varden - Mrs. Bland

Ej krediterade, urval:
- Elizabeth Taylor - Betsy Kenney, 10 år
- June Lockhart - Betsy Kenney, 18 år
- Edmund Breon - Rupert Bancroft
- Lumsden Hare - kyrkoherden
- Miles Mander - major Loring
- Arthur Shields - Benson
- Ian Wolfe - skeppare